# Eadric de Kent
Eadric (fallecido en agosto de 686?) fue rey de Kent (685–686) e hijo de Egberto I.
Eadric fue durante un tiempo cogobernante junto a su tío Hlothhere. Sin embargo, Eadric se rebeló contra Hlothhere, y le venció, con la ayuda de los Sajones meridionales. Hlothhere murió de las heridas recibidas en batalla el 6 de febrero de 685 y Eadric se convirtió en gobernante único. Poco después, sin embargo, Kent tuvo que afrontar la invasión de los sajones occidentales bajo Caedwalla. Eadric aún reinaba en junio 686. Un anal franco registra su muerte el 31 de agosto de 687. Se le atribuye la elaboración de la Ley de Hlothhere y Eadric, un código de leyes, en la época en que ambos gobernaron conjuntamente.